# Sergio (novela)
Sergio es una novela del escritor argentino Manuel Mujica Láinez. Fue publicada en 1976 por Editorial Sudamericana. La novela trata de la belleza y de una búsqueda de la propia identidad contando la infancia, adolescencia y primera juventud de Sergio, que posee una enorme belleza.

## Argumento
Sergio Londres es un joven de extraordinaria belleza. Tímido, algo solitario, Sergio se ve acosado por muchos hombres que quieren poseerlo por su hermosura. Buscando escapar de todo lo que lo rodea, consigue la tranquilidad junto a Juan Malthus, que tiene una belleza similar a la suya. Todos los acontecimientos, tanto los divertidos como los patéticos, desembocan en el encuentro con el amor homosexual.